# Venus från Milo
Venus från Milo (även känd som Venus Milo) är en antik grekisk skulptur som påträffades 1820 på den grekiska ön Melos (italienska Milo) i Egeiska havet. 
Skulpturen påträffades av en lokal bonde som fick hjälp av en fänrik i den franska flottan, Olivier Voutier. Han berättade om fyndet för sina överordnade och Frankrike köpte konstverket som 1821 presenterades för Ludvig XVIII. Kungen skänkte skulpturen till Louvren där den ännu återfinns i Paris.
Skulpturen ses som ett mästerverk från den senare delen av hellenismen och föreställer antingen havsgudinnan Amphitrite eller den grekiska kärleksgudinnan Afrodite, som i Rom benämndes Venus. 
Det som skulle tala för att konstverket föreställer Amphitrite är att hon tillbads just på Melos. Å andra sidan avbildades Afrodite ofta halvnaken vilket stämmer överens med skulpturens utseende.
Venus från Milo är gjord i vit marmor. Skulpturen är 202 centimeter hög och dateras till mellan 150 och 100 f.Kr. Man tror att den är gjord av skulptören Alexandros från Antiochia.[källa behövs]
Likt alla antika skulpturer var denna ursprungligen bemålad. Venus Milos förlorade armar var en fråga som under 1800-talet sysselsatte konstnärer under.[källa behövs]